# Чигоньола
Чигоньола (итал. Cigognola) — коммуна в Италии, располагается в регионе Ломбардия, в провинции Павия.
Население составляет 1379 человек (2008 г.), плотность населения составляет 171 чел./км². Занимает площадь 8 км². Почтовый индекс — 27040. Телефонный код — 0385.

## Администрация коммуны
- Официальный сайт: http://www.comune.cigognola.pv.it/